# Tehran Times
Tehran Times är Irans första engelskspråkiga dagstidning. Den grundades 1979 av ayatollan Mohammad Beheshti och den första upplagan gavs ut den 6 maj 1979. Tehran Times grundade 2002 en nyhetsbyrå som senare blev känd under namnet Mehr News Agency, båda företagen drivs under ett ledningssystem. Sedan mars 2011 trycks tidningen i färg.
Tehran Times beskriver sig själva som "den islamiska revolutionens och de förtryckta folken i världens röst" och distanserar sig retoriskt från statskontroll. Även om tidningen inte är statsägd anses den dock vara kontrollerad av faktioner inom den iranska regeringen och upprepar ofta statens ståndpunkter och ramar in dem i linje med Irans utrikespolitik och ideologiska narrativ.